# Hort del Rei

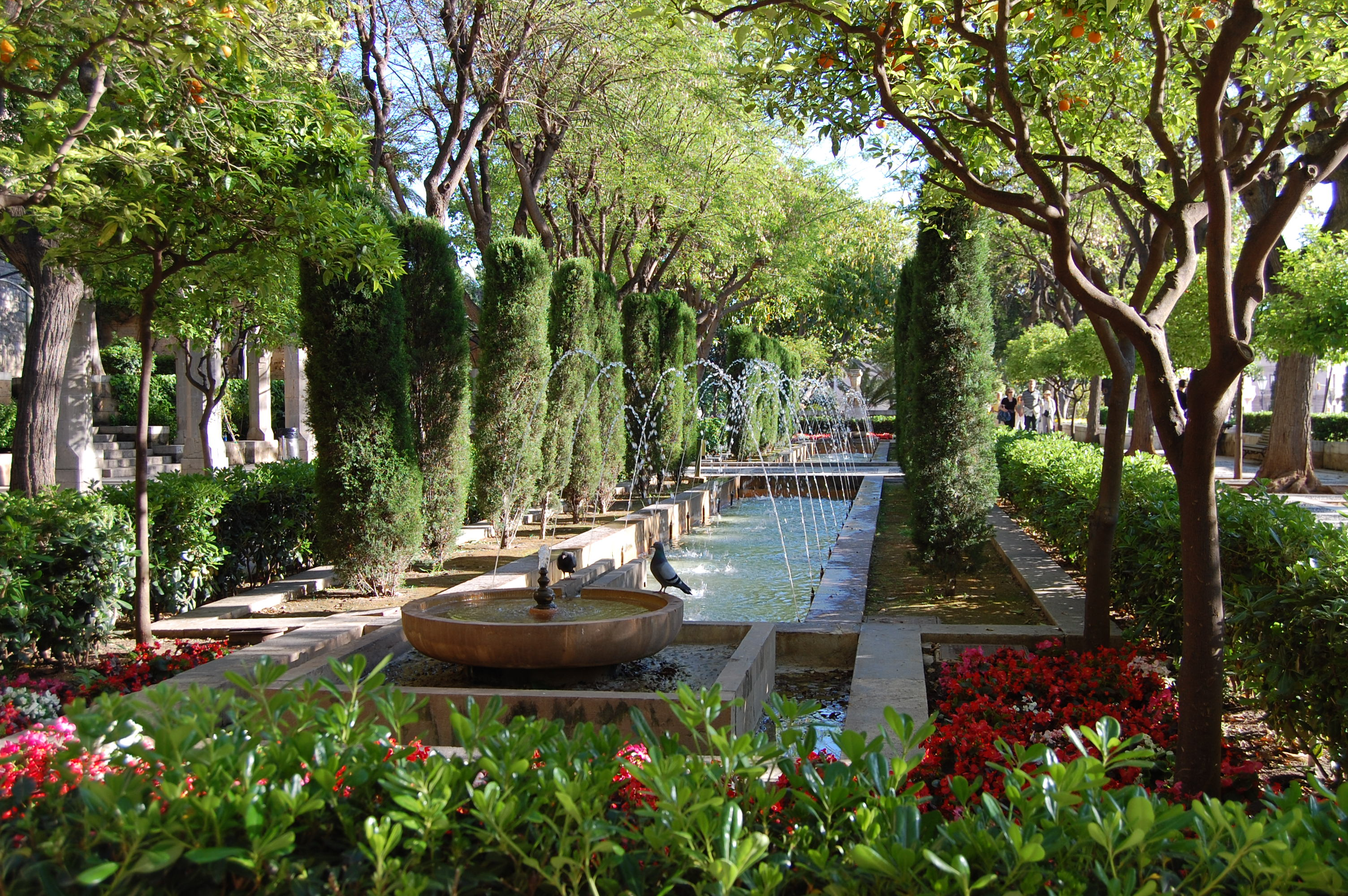
Font d'aigua

L'Hort del Rei, o s'Hort del Rei, són uns jardins de Palma, situats entre el Palau de l'Almudaina i l'avinguda d'Antoni Maura, prop del Moll Vell.
En tots els plànols anteriors a 1900 apareixen aquests jardins que formaven part del Palau Reial de l'Almudaina. Sembla que s'hi sembraven arbres fruiters, hortalisses, plantes medicinals i plantes ornamentals, per la qual cosa rebia el nom d'hort. Estava rodejat d'una alta tàpia i tancat per la part de la mar pel Quarter de Cavalleria, i per la part nord per la casa de l'hortolà.

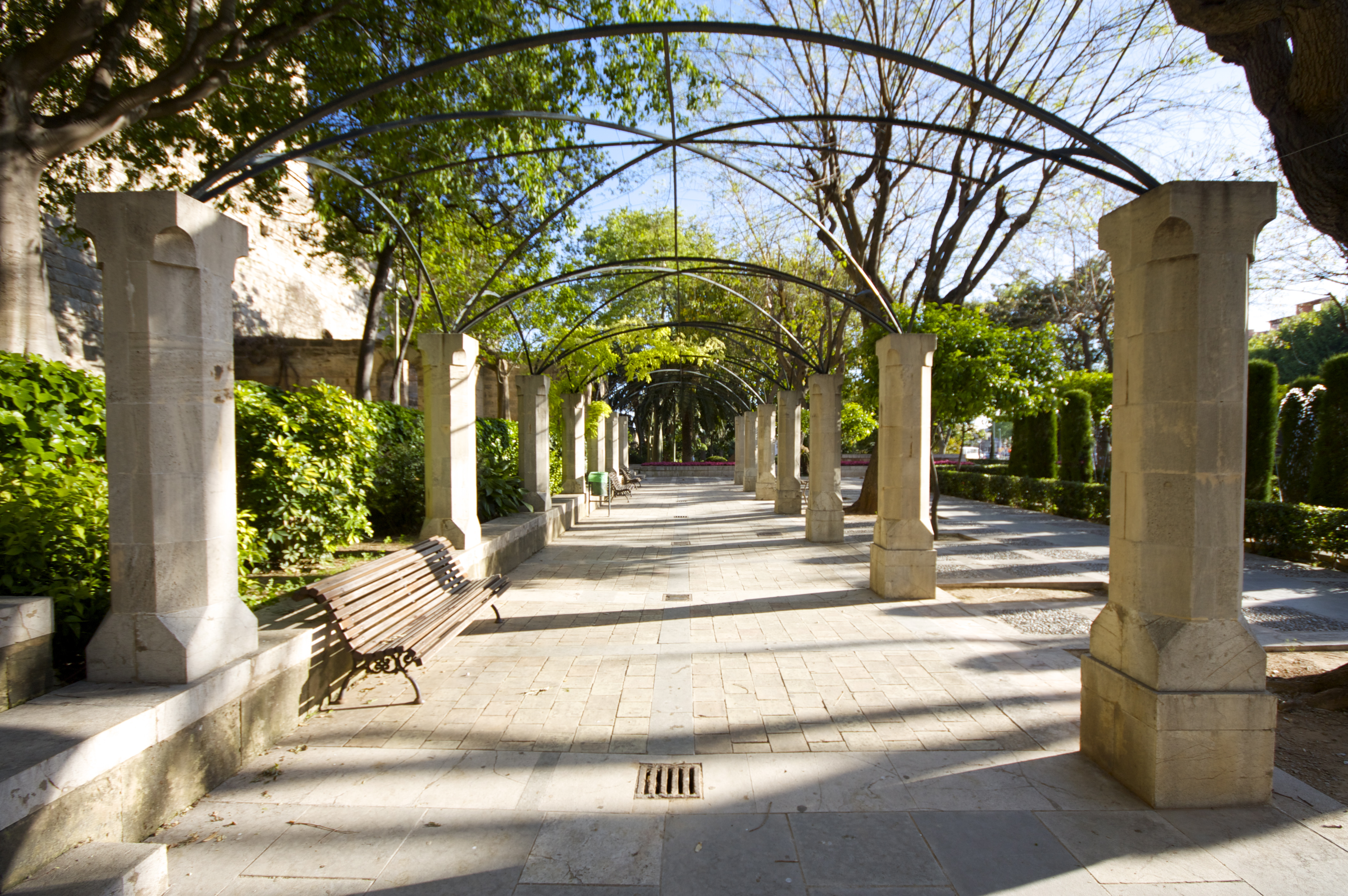
Pèrgola

El 1847 es projectà l'actual carrer del Conqueridor sobre l'enorme solar del convent de Sant Domingo, per la qual cosa l'ajuntament demanà al Rei l'extrem de s'Hort del Rei, la zona on hi havia la casa de l'hortolà, per poder comunicar aquesta via amb el carrer Marina, actual avinguda d'Antoni Maura, i amb la Costa de la Seu, la qual cosa fou concedit. Poc abans, el 1834, la tàpia que envoltava l'hort havia sigut substituïda per una tanca de fusta, la qual, el 1882, fou canviada per una tanca de ferro. Al començament del segle xx, l'hort desapareix i, sobre el seu solar s'aixeca el teatre Líric (1902), l'hotel Alhambra (1918) un dels més importants de Palma on havia sigut cuiner Bartomeu Esteva, i el bar Riskal lloc de converses literàries freqüentades per Llorenç Villalonga, així com altres edificacions: barberia Corró, la tenda de fotografia de Can Truyol, la de bicicletes de Can Gomila, la seu de l'Auxilio Social o el consignatari de vaixells Schembri.

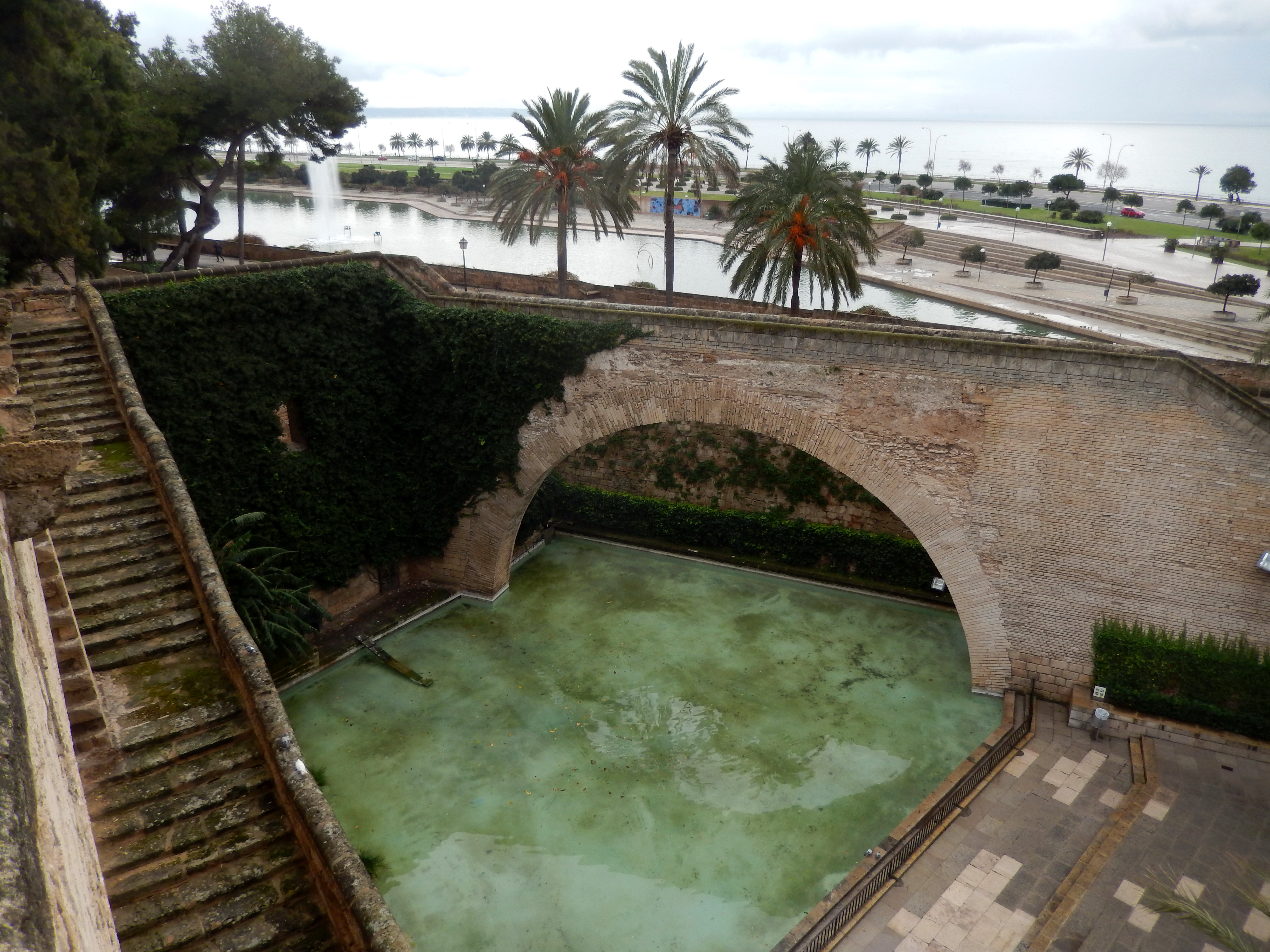
Arc de les drassanes amb el Parc de la Mar, i la mar, al fons

L'arquitecte Gabriel Alomar i Esteve proposà, en el seu pla de reforma de l'interior de la ciutat de Palma (Pla Alomar), recuperar aquests solars i construir-hi els actuals jardins. El 1966 s'inicia el projecte començant a enderrocar-se els edificis citats anteriorment (l'emblemàtic Teatre Líric s'enderrocà el maig del 1968), així com la caserna de Cavalleria. Gabriel Alomar l'havia dissenyat, quan era Comissari General del Patrimoni Artístic Nacional, inspirant-se en els jocs d'aigua i plantacions dels horts àrabs. Ni ell ni Francisco Prieto-Moreno, amb qui compartí la signatura del projecte, cobraren honoraris. El cost de l'obra fou de 25 000 000 de pessetes (150 000 €). L'objectiu era fer valer el patrimoni arquitectònic de la Palma més antiga, amb l'Almudaina, l'arc de les drassanes reials i la Seu.

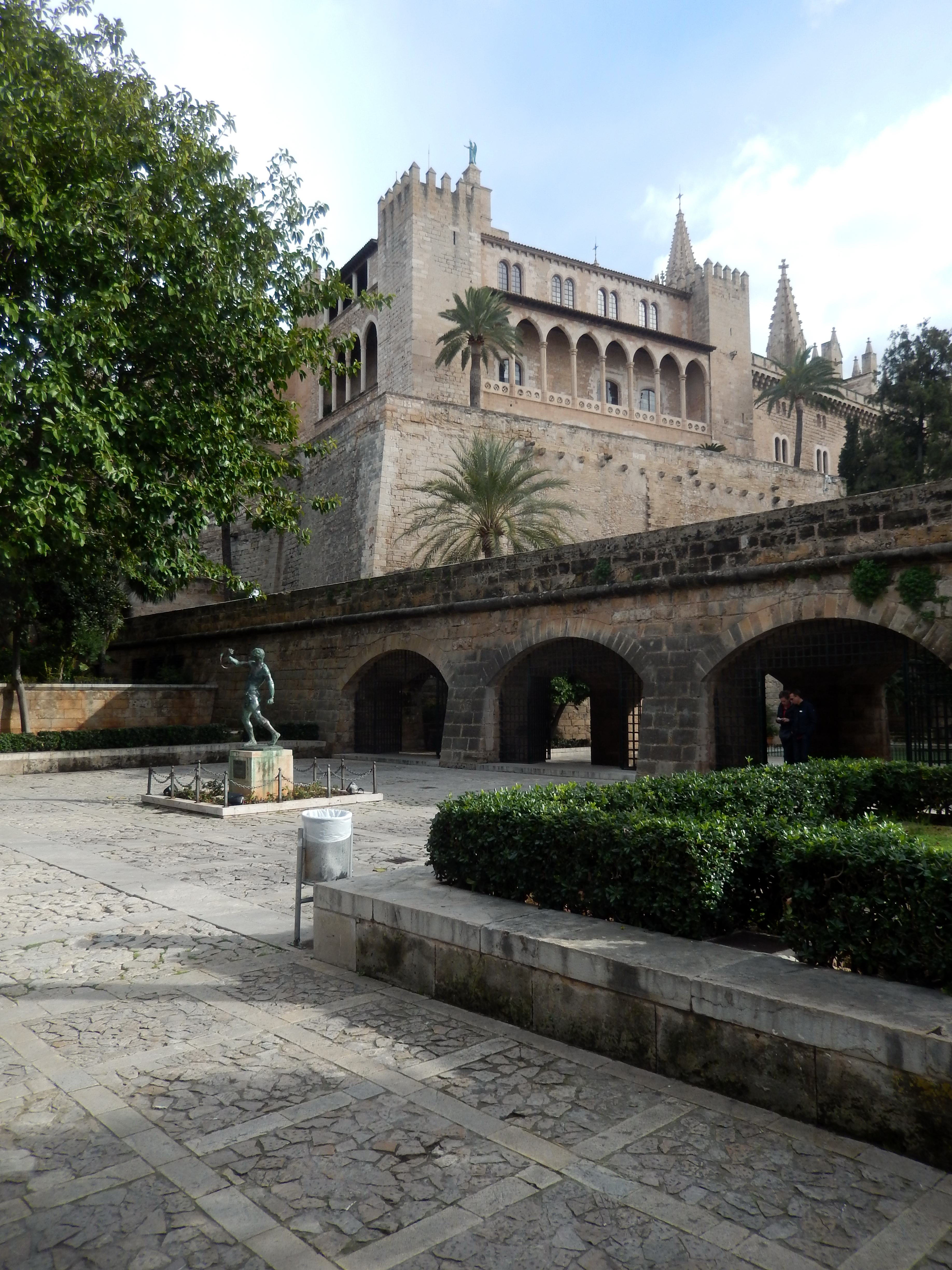
Palau de l'Almudaina des de l'Hort del Rei amb l'escultura El foner

L'element més notable dels actuals jardins és l'arc de les drassanes que sobrevola l'estany dels cignes, ja que probablement és àrab i conduïa des de la fortalesa fins al lloc on la nau esperava, ja que el mar entrava en aquesta zona i, barrejada amb la Riera, arribava, segons es creu, fins a l'actual plaça del Mercat.

## Escultures
A l'Hort del Rei hi ha diverses escultures destacades:

### El foner
El foner (1898) és obra de l'escultor mallorquí Llorenç Rosselló, amb la qual aconseguí la Medalla de Plata en l'Exposició de Belles Arts de Barcelona del 1898, i que represente els mítics foners balears que combateren a les guerres púniques. És una obra que segueix l'estil de l'escultor francès Rodin que s'aprecia en la torsió del cos i la tensió dels músculs. Fou fusa en bronze el 1970.

### Jònica

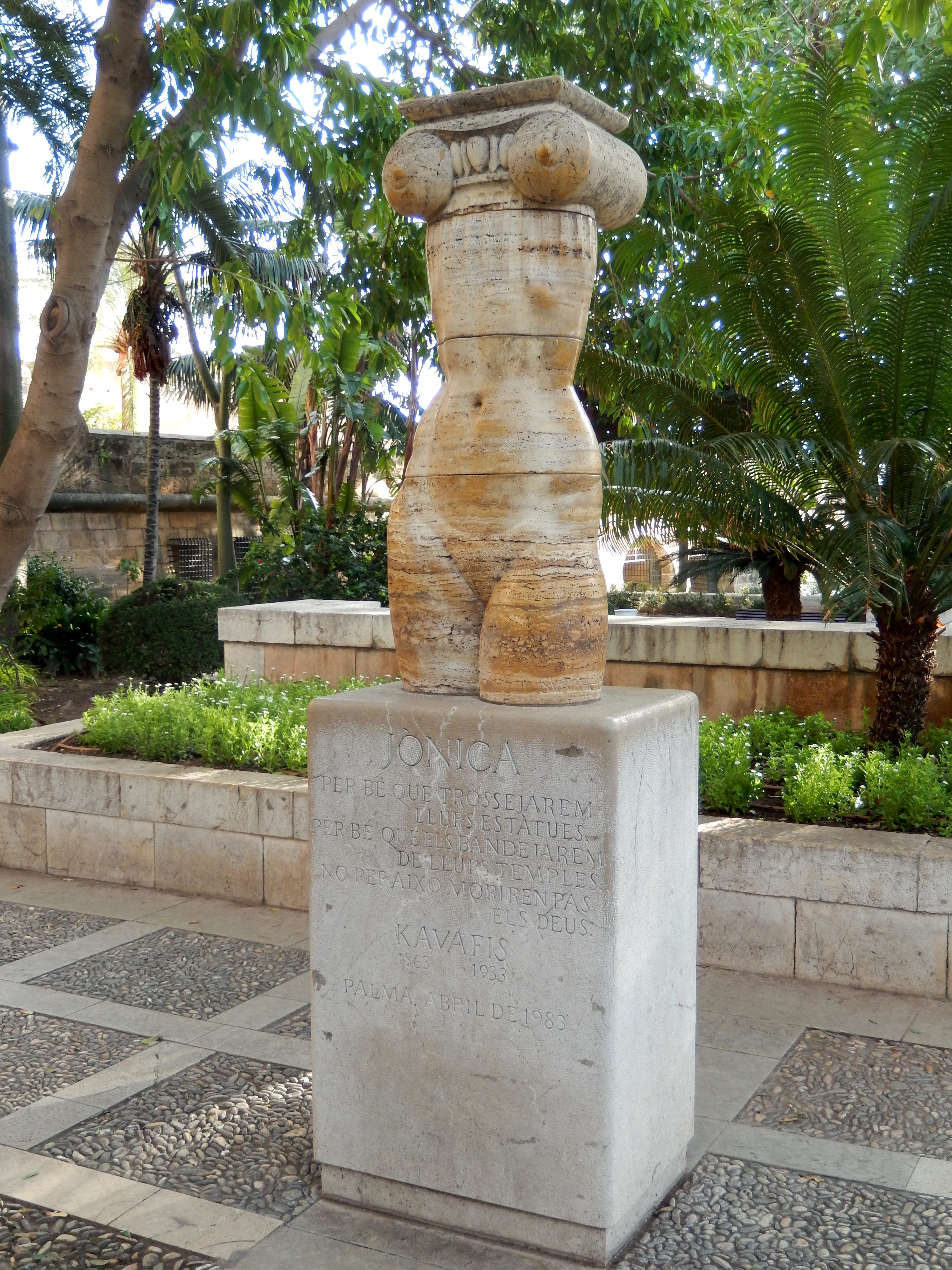
Jònica

Jònica (1989) és una escultura en marbre de Josep Maria Subirachs. Representa un cos de dona com una columna jònica. El fust (part de la columna que hi ha entre el capitell i la base) és el cos, mentre que les volutes (adorn en forma d'espiral o caragol, que es col·loca en els capitells dels ordres jònic i compost) són els pits. En la base hi figuren els versos del poema Cançó de Jònia (1911), del poeta grec Konstandinos Kavafis.

### Nancy
Nancy (1972) d'Alexander Calder. És una escultura en ferro que respon a la tipologia Stabile-Mobile, és a dir, peces amb una part fixa i una mòbil, que l'autor realitza a partir de la dècada dels anys trenta, fruit d'una llarga rebusca que ja havia començat amb els mòbils.El moviment en aquestes obres no serà definit per cap element extern a la peça, sinó per l'aire que forma part de l'espai que envolta l'escultura. Calder feu donació de l'escultura a l'Ajuntament de Palma en 1973 per mitjà de Joan Miró, després de l'exposició que va realitzar el 1972 a la Sala Paraires de Palma, de la qual formà part l'escultura Nancy. La relació de l'escultor amb Palma i el motiu de la donació s'explica per la forta amistat que uní a Calder i Miró, des que es conegueren el 1926, quan els dos residien a París.